# Савский Бор
Савский Бор (бел. Саўскі Бор) — деревня в Лепельском районе Витебской области Белоруссии. В составе Домжерицкого сельсовета.
Находится на высоте 165 м над уровнем моря. В Савский Бор есть дорога из деревни Переходцы.
На въезде в деревню, справа от дороги, расположено братское кладбище партизанской бригады «Железняк».
В настоящее время (по состоянию на апрель 2020 года), в деревне постоянно проживает одна семья из четырёх человек. Приезжает автолавка один раз в неделю. В летний период, четыре-пять домов используются как дачи. Хозяевами домов являются жители Минска, Лепеля и России. В вечернее и ночное время в деревню часто заходят лоси, кабаны, волки и медведи. Количество последних за последнее время заметно увеличилось. Медведи в осеннее время ломают заборы, залазят на старые яблони.

## История
В 1870 году в Минской губернии деревня Савский Бор относилась к Мстижской волости Борисовского уезда.
В годы Великой Отечественной войны близ этого населённого пункта, в урочище Малинник, размещался партизанский госпиталь бригады «Железняк». Деревня Савский Бор была полностью сожжена немецкими оккупантами, не осталось ни одного дома, а скот оккупанты угнали с собой.